# Phanoperla anomala
Phanoperla anomala és una espècie d'insecte plecòpter pertanyent a la família dels pèrlids.

## Descripció
- És de color groc marronós amb taques marronoses al cap i el protòrax.
- Cap gairebé tan ample com el protòrax i amb dos grans ocels arrodonits i negres.
- Abdomen cilíndric.
- Ales hialines.[5]

## Distribució geogràfica
Es troba a Malèsia: Borneo.